# Mylothris kilimensis
Mylothris kilimensis is een vlindersoort uit de familie van de Pieridae (witjes), onderfamilie Pierinae.
Mylothris kilimensis werd in 1990 beschreven door Kielland.